# Dentizetes ledensis
Dentizetes ledensis är en kvalsterart som beskrevs av Valerie M. Behan-Pelletier 2000. Dentizetes ledensis ingår i släktet Dentizetes och familjen Ceratozetidae. Inga underarter finns listade i Catalogue of Life.